# 電壓門控鉀離子通道
電壓門控鉀離子通道（英語：Voltage-gated potassium channels，VGKCs）是一種鉀離子的特異性跨膜通道，對細胞膜電位的電壓變化敏感。電壓門控鉀離子通道由α亞基單元和β亞基單元兩部分組成，α亞基單元有近近40種成員，並進一步分為12個亞族。在動作電位期間，它們在使去極化的細胞恢復到靜止狀態中起關鍵作用。

## 外部連結
- 醫學主題詞表（MeSH）：Voltage-Gated+Potassium+Channels
- . IUPHAR Database of Receptors and Ion Channels. International Union of Basic and Clinical Pharmacology.   [2020-12-29]. （原始内容存档于2021-01-25）.
- Li B, Gallin WJ. . BMC Bioinformatics. January 2004, 5: 3. PMC 317694 . PMID 14715090. doi:10.1186/1471-2105-5-3.
- "Voltage-gated potassium channel database (VKCDB)" at ualberta.ca （页面存档备份，存于）